# Джермия, Джозеф
Джозеф Хилонгва Джермия (англ. Joseph Hilongwa Jermia; род. 18 сентября 1981, Намибия) — намибийский боксёр, представитель легчайших и наилегчайших весовых категорий.
Выступал за сборную Намибии по боксу в первой половине 2000-х годов, бронзовый призёр Всеафриканских игр в Абудже, победитель и призёр первенств национального значения, участник летних Олимпийских игр в Афинах.
Начиная с 2004 года боксирует на профессиональном уровне. Владел титулами панафриканского чемпиона по версии Всемирной боксёрской ассоциации (WBA) и интерконтинентального чемпиона по версии Всемирной боксёрской федерации (WBF), был чемпионом Намибии среди профессионалов, претендовал на титул чемпиона Африки по версии Всемирной боксёрской организации (WBO).

## Биография
Джозеф Джермия родился 18 сентября 1981 года в Намибии.

### Любительская карьера
В 2002 году вошёл в основной состав намибийской национальной сборной и выступил на Играх Содружества в Манчестере, где сумел дойти до стадии четвертьфиналов первой наилегчайшей весовой категории.
Первого серьёзного успеха на международной арене добился в сезоне 2003 года, когда завоевал бронзовую медаль на Всеафриканских играх в Абудже. Также побывал на Афроазиатских играх в Индии, где попасть в число призёров не смог, уже на предварительном этапе потерпел поражение от филиппинца Гарри Таньямора.
На африканских олимпийских квалификациях в Ботсване и Марокко сумел дойти до полуфинала и четвертьфинала соответственно. Благодаря череде удачных выступлений удостоился права защищать честь страны на летних Олимпийских играх 2004 года в Афинах — в стартовом поединке первого наилегчайшего веса благополучно прошёл австралийца Питера Уэйкфилда, однако в четвертьфинале со счётом 11:18 проиграл россиянину Сергею Казакову, действующему чемпиону мира.

### Профессиональная карьера
Вскоре после афинской Олимпиады Джермия успешно дебютировал на профессиональном уровне. Выступал исключительно на территории Намибии, выходя практически из всех поединков победителем (лишь один его бой в июле 2005 года был признан несостоявшимся из-за непреднамеренного столкновения головами). В 2008 году завоевал титул чемпиона Намибии в наилегчайшем весе, в 2011 году выиграл и защитил титул панафриканского чемпиона по версии Всемирной боксёрской ассоциации (WBA).
В 2013 году поднялся во второй наилегчайший вес и стал обладателем вакантного титула интерконтинентального чемпиона по версии Всемирной боксёрской федерации (WBF).
Начиная с 2014 года выступал уже в легчайшем весе, был претендентом на титул чемпиона Африки по версии Всемирной боксёрской организации (WBO), однако по итогам двенадцати раундов единогласным решением судей уступил соотечественнику Иммануэлю Найджале, потерпев тем самым первое поражение в карьере.